# Нимфа
Нимфа је у грчкој митологији припадница врло широког круга нижих женских божанстава — духова природе. Нимфе се често повезују с плодношћу, растом (дрвећа) и водом. Нису бесмртне али изузетно дуго живе и у начелу су љубазне према људима. Оне су често дружбенице богиња (Артемида), љубавнице богова (Зевс, Аполон, Посејдон), али и смртних људи (Миној, Сизиф, Одисеј).
У Италији су постојала домаћа божанства потока, брзака и воде (звана Лимфе) која су врло слична грчким нимфама.
Такође су приметне паралеле са словенским вилама, нпр. виле бродарице и нереиде.

## Етимологија
Грчка реч νύμφη примарно означава девојку спремну за удају,младу, лат. nubillis на латинском језику.

## Класификација нимфи
Врсте нимфи разликују се према различитим подручјима природе за која су повезана.

### Земаљске нимфе
- Алсеиде (заштитнице долина, лугова)
- Аулонијаде (заштитнице пашњака)
- Дријаде – заштитнице шума или шумске нимфе. Дријаде су бесмртне, за разлику од осталих врста, на пример Хамадријада, које су живеле у храстовом дрвећу и умирале заједно с њим. Омиљена забава многих нимфи био је лов. Ове нимфе су често биле дружбенице богиње Артемиде (Дијане), богиње лова. Она је била моћна богиња шума и господарица дивљих звери. Због великог броја нимфи које су је пратиле, понекад се назива и богињом нимфи. Многе нимфе су покушавале да се такмиче с Артемидом, не само у лову, већ и чувању девичанства. То је често било немогуће, јер су моћни богови (нпр. Зевс, Посејдон, Аполон...) или смртни људи (нпр. Миној) често покушавали да их заведу или отму. Међутим, мало нимфи је успело да побегне заљубљеним боговима или људима и да сачува своју чедност.[3]
- Хамадријаде (храст) су биле нимфе храстовог дрвета. Оне су биле врло посвећене дрвету у коме су живеле, и врло моћне кад се наљуте. Ако би њихово дрво било повређено и Хамадријаде би биле повређене. Ако би храст био посечен и Хамадријада би умрла. Од једне Хамадријаде је почела прича о походу на златно руно која је казнила сина човека који је посекао њен храст и украо златно руно посвећено богу Зевсу (види: Јасон и Аргонаути).
- Мелијаде ((јасен) – Ове Дријаде су биле нимфе јасеновог дрвета. Оне су биле кћери богиње Гее и Уранове крви.
- Јемакиде (заштитнице ливада)
- Ореаде (заштитнице планина, пећина)
- Напеје (планинске долине, увале)
- Епимелијаде (заштитнице оваца)
- Хеспериде – Ове нимфе су чувале дрво са златним јабукама. Њихов отац био је Хеспер, бог Вечерње звезде и зато њихово име значи: Кћери Вечерње звезде. Постоји неслагање о броју ових нимфи; неки кажу да их је било три или четири, али већина сматра да их је било седам. Њихова имена била су: Аеглија (Aegle), Аретуза (Arethousa), Еритеја (Erytheia), Хеспера (Hespera), Хеспереја (Hespereia), Хесперуза (Hesperusa) и Хестија (Hestia). Неслагање постоји и око њиховог порекла. Сматра се да су им родитељи Ереб и Никса, или Форције и Кето, или Зевс и Темида. Највероватнија и најпопуларнија верзија каже да им је отац титан Атлас и нимфа Хесперија. Врт са златним јабукама био је на планинин Атлас или крај Тритонског језера. Близу врта било је место где је Атлас држао небеса на својим раменима. Врт је био венчани дар богиње Геје својој унуци Хери, те је зато врт њој и био посвећен. Врт је чувао змај, звани Ладон. Сматра се да је херој Персеј прошао кроз врт Хесперида, да би пронашао Атласа. Сажаливши се на титанову судбину, Персеј је, помоћу Медузине главе, претворио Атласа у стену. Атлас је данас велики планински масив у Мароку и Тунису. И Херакле, који је био потомак Персеја, такође је долазио у врт, да би убрао неколико златних јабука, као један од подвига које је чинио по налогу Еуристеја. По овом предању, Херакле је преварио Атласа и наговорио га да му донесе златне јабуке. Пре него што је отишао, Херакле је померио једну оближњу стену, а на том месту је из суве земље потекао поток. Хеспериде су описале Херакла као раздражљивог грубијана. Ово је био срећан догађај јер су неколико дана касније овде стигли Аргонаути. Они су се насукали на обалу пустиње, и умрли би без воде. Сажаливши се на њих, Хеспериде су их одвеле до извора који је створио Херакле.[4]

### Водене нимфе
- Океаниде су биле кћери титана Океана, бога мора, и титанке Тетије. Било је 3000 Океанида и скоро све су биле нимфе Океана. Најстарија кћи звала се Стикс и она је била једина богиња реке у свету препуном мушких богова река. Остале, као Дорис и Амфитрита, биле су богиње мора. Али неке, као Метида, која је била богиња мудрости, нису имале никакве везе с водом. У Хесиодовој Теогонији набројане су следеће нимфе: Пита (Peitho), Адмета (Admete), Јанта (Ianthe), Електра (Electra), Дорис, Примна (Prymno), Уранија (Urania), Хипија (Hippo), Климена (Clymene), Родија (Rhodea), Калирхоја (Callirrhoë), Зеуса (Zeuxo), Клитија (Clytie), Идија (Idyia), Пасотоја (Pasothoë), Плексаура (Plexaura), Галаксаура (Galaxaura), Диона (Dione), Мелобосиса (Melobosis), Тоја (Thoë), Полидора (Polydora), Керкеја (Cerceïs), Плута (Pluto), Персеја (Perseïs), Јанеира (Ianeira), Акаста (Acaste), Ксантија (Xanthe), Петраеја (Petraea), Менеста (Menestho), Европа (Europa), Метида (Metis), Еуринома (Eurynome), Телеста (Telesto), Хрисеја (Chryseis), Азија (Asia), Калипсо (Calypso), Еудора, Тиха (Tyche), Амфироја (Amphirho), Окирхоја (Ocyrrhoë), Стикс (Styx).
- Нереиде (кћерке Нереја и нимфе Дорис) – било их је 50 и биле су нимфе мора. Једна од њих била је Амфитрита. Док су Нереиде плесале на острву Наксосу Посејдон је отео Амфитриту и узео је за невесту.
- Најаде су биле нимфе свежих водених токова, река и језера, али не само њих. Многе Најаде су ловиле заједно с Артемидом која је одабрала 20 Најада из Амнисије за дружбенице. Најаде су биле кћери речних богова. Биле су договечне, али не и бесмртне. Има пет врста Најада: 
  - Кринеје (фонтане, извори)
  - Лимнаде или Лимнатиде (језера)
  - Пегеје (потоци)
  - Потамеиде (реке)
  - Елиономе (мочваре)
- Плејаде – Кћери Океаниде Плејоне и Атласа. Плејона значи „она која броди“ па су и њене кћери зване „оне које броде“. Корен речи је могао доћи и од грчке речи peleiades што значи јато голубица. Оне су двориле богињу Артемиду, заједно са полусестрама Хијадама па су заједно зване Атлантиде, Додониде и Нисијаде. Орион их је прогонио седам година, а отишао је тек кад је Зевс услишио њихове молбе и претворио их у голубице. Било је седам Плејада и оне су постављене на небо као сазвежђе. Њихова имена су: Маја, Алкиона, Електра, Келена, Тајгета, Стеропа или Астеропа и Меропа.

### Остале нимфе
- „Корикијске нимфе“ (Нимфе са планине Парнас). Кћерке Пјеста и Аполонових или Дионисових пратиља на планини Парнас. После велике поплаве, када се Деукалион искрцао на обалу, прво је запалио жртве овим планинским божанствима.
- Музе
- Лампаде (нимфе подземља, пратиље Хекате)
- Сирене (Acheloides) – Биле су кћери речног бога Ахела и Муза. Биле су нимфе пратиље Персефоне, и због тога што је нису заштитиле кад ју је отео Хад, Деметра их је претворила у бића с главом девојке и телом птице. Оне су својом песмом опчињавале неопрезне морнаре и утапале их у мору.
- Хелијаде (сестре Фаетонтове, сина Аполоновог)– Кад је Фаетон погинуо возећи неопрезно Хелијева кола, оне су неутешно јецале четири месеца. Због тога су се богови сажалили на њих и претворили у тополе, а њихове сузе у ћилибар.
- Хијаде – ове кћери Атласа и Плејоне биле су сестре Хијове, који је погинуо. Оне су толико туговале за њим да су их богови поставили на небо као звезде. Хијаде су биле и сестре Плејада. Атлас и Плејона имали су 12 кћери и сина Хија. Седам кћери су постале Плејаде, а пет је познато као Хијаде. Други кажу да су Хијаде биле кћери Атласа и Океаниде Етре, што значи да су Плејадама биле полусестре. Неки опет кажу да су оне кћери Океана и Тетиде. Њихова име су била: Фаесила (Phaesyle), Корона (Coronis), Клеија (Cleeia), Фаеја (Phaeo) и Еудора (Eudora). Када је њиховог брата растргао дивљи вепар, или лав, пет сестара је умрло од жалости за њим. Богови су их учинили бесмртним тако што су их поставили на небо као групу звезда звану Хијаде. Хијаде нису далеко од својих сестара Плејада, обе групе се налазе у сазвежђу Бика.
- Ламусидијске нимфе - Ламусове кћери. Биле су Дионисове дојиље, али су полуделе због Херине љубоморе. Оне би растргле малог Диониса да се није у појавио Хермес управо на време да спасе малог бога.
- Јонске нимфе - Веровало се да оне лече болести. Звале су се: Калифеја (Calliphaeia), Синалида (Synallasis), Пегеја (Pegaea) и Јасида (Iasis).
- Менаде или Мајнаде - луде жене, пратиље Дионисове.